# Protomiltogramma mallochi
Protomiltogramma mallochi är en tvåvingeart som beskrevs av Yu. G. Verves 1987. Protomiltogramma mallochi ingår i släktet Protomiltogramma och familjen köttflugor. Inga underarter finns listade i Catalogue of Life.